# Il sudore ci appiccica
Il sudore ci appiccica è un singolo del cantante italiano Francesco Gabbani, pubblicato il 5 giugno 2020 come terzo estratto dal quarto album in studio Viceversa.

## Descrizione
Scritto dallo stesso cantante insieme a Filippo Gabbani, Luca Chiaravalli e Pacifico e prodotto da Matteo Cantaluppi, si tratta di un brano up-tempo elettropop influenzato da elementi tipici della disco music. Riguardo al significato del testo, lo stesso Gabbani ha dichiarato tramite la sua pagina Facebook:

## Video musicale
Il videoclip, diretto da Fabio Capalbo e girato nel Parco delle Colonie Padane di Cremona, è stato pubblicato il 4 giugno 2020 sul canale YouTube del cantante. 
All'inizio del filmato, Gabbani si trova da solo in una stanza davanti ad un computer portatile mentre indossa un paio di occhiali da vista Ray-Ban e un completo nero. Mentre si affaccia allo schermo nota dietro di lui un suo sosia vestito con una maglietta celeste velato insieme a dei pantaloni magenta. Colto di sorpresa, il cantante esce dalla stanza e lo incontra faccia a faccia. I due escono da un edificio e gesticolano i versi della canzone mentre scendono le scale. Seguono delle sovrapposizioni dei primi piani sui due Gabbani per tutta la durata del primo ritornello e della seconda strofa, dopodiché il sosia vestito di celeste incontra due ragazzi, un maschio e una femmina, che indossano degli abiti dai colori sgargianti e inizia a ballare con loro. A loro si uniscono altri ragazzi, anch'essi vestiti di colori vivaci, che eseguono il balletto della canzone. Nel frattempo, l'altro Gabbani si trova ancora una volta davanti ad un computer portatile, ma stavolta in una stanza affollata da altre persone che, all'improvviso, lanciano le loro giacche in aria. 
Il video si conclude con un primo piano sul sosia vestito di celeste, lasciato da solo appena finito il terzo ed ultimo ritornello.

## Successo commerciale
Il sudore ci appiccica ha ottenuto un discreto successo in Italia, debuttando nella top 100 della Top Singoli. Al termine dell'anno è risultato essere il 43º brano più trasmesso dalle radio.

## Classifiche
| Classifica (2020) | Posizione massima |
| ----------------- | ----------------- |
| Italia            | 84                |